# Biodegradacija
Biodegradacija je dezintegracija materijala bakterijama, gljivama, ili drugim biološkim sredstvima.
Termin se često koristi u kontekstu: biomedicine, tretmana otpada, ekologije, i bioremedijacije prirodnog okruženja. On se u današnje vreme često asocira sa ekološki prihvatljivim proizvodima, koji se mogu razložiti u prirodne elemente.
Mada se često poistovećuju, biodegradiv ima zaličito značenje od kompastibilnog. Dok biodegradivan jednostavno znači da može da bude konzumiran mikroorganizmima, kompostabilan ima dodatni specifični zahtev da se objekat razlaže pod kompostnim uslovima.
Organski materijal može da bude degradiran aerobno (u prisustvu kiseonika) ili anaerobno (bez kiseonika). Dekompozicija biodegradivnih supstanci može da obuhvata biološke i abiotičke korake.
Biodegradivna materija je generalno organski materijal koji pruža nutriente za mikroorganizme. Oni su tako brojni i raznovrsni da ogroman opseg jedinjenja može da bude biodegradiran, uključujući ugljovodonike (ulja), policiklične aromatične ugljovodonike (PAH), polihlorovane bifenile (PCB) i farmaceutske supstance. Mikroorganizmi izlučuju biosurfaktante, ekstracelularne surfaktante, da bi pospešili taj proces.

## Faktori koji utiču na brzinu biodegradacije
U praksi, skoro sva hemijska jedinjenja i materijali su predment biodegradacionih procesa. Značajne su međutim relativne brzine tih procesa, kao što su dani, nedelje, godine ili sekunde. Brojni faktori određuju brzinu kojom se degradacija organskih jedinjenja odvija. Najznačajniji faktori su svetlost, voda i kiseonik. Temperatura je isto tako važna, jer se hemijske reakcije odvijaju brže na višim temperaturama. Brzina degradacije mnogih organskih jedinjenja je ograničena njihovom biodostušnošću. Jedinjenja moraju biti rastvorena da bi organizmi mogli da ih razgrade.
Biodegradabilnost se može meriti na brojne načine. Respirometrijski testovi mogu da se koriste za aerobne mikrobe. Prvo se stavi uzorak čvrstog otpada u kontejner sa mikroorganizmima i zemljištem, i zatim se smeša provetrava. Tokom nekoliko dana, mikroorganizmi probave uzorak malo po malo i proizvedu ugljen dioksid – rezultirajuća količina {\displaystyle {\ce {CO2}}} služi kao indikator degradacije. Biodegradabilnost se isto tako može meriti za anaerobne mikrobe koristeći količinu metana koju oni formiraju. U formalnoj naučnoj literaturi, proces se naziva bioremedijacija.
| Produkat                          | Vreme biodegradacije |
| --------------------------------- | -------------------- |
| Papirni ubrus                     | 2–4 nedelje          |
| Novine                            | 6 nedelja            |
| Jezgro jabuke                     | 2 meseca             |
| Kartonska kutija                  | 2 meseca             |
| Voskom presvučeno pakovanje mleka | 3 meseca             |
| Pamučne rukavice                  | 1–5 meseci           |
| Vunene rukavice                   | 1 godina             |
| Šperploča                         | 1–3 godina           |
| Obojeni drveni štapići            | 13 godina            |
| Plastične kese                    | 10–20 godina         |
| Limenke                           | 50 godina            |
| Jednokratne pelene                | 50–100 godina        |
| Plastične boce                    | 100 godina           |
| Aluminijumske konzerve            | 200 godina           |
| Staklene flaže                    | Neodređeno           |

## Deterdženti
U razvijenim društvima, deterdženti za veš su bazirani na linearnim alkilbenzensulfonatima. Razgranati alkibenzensulfonati (dole desno), koji su korišteni ranije, su napušteni jer se oni veoma sporo biorazgrađuju.
- 4-(5-Dodecil) benzensulfonat, linearni dodecilbenzensulfonat
- Razgranati dodecilbenzensulfonat, koji su izašli iz upotrebe u razvijenim zemljama.

## Napomene
1. ↑  IUPAC definiše biodegradaciju kao „degradaciju uzrokovanu enzimatskim procesom koji su rezultat dejstva ćelija” i napominje se da je definicija „modifikovana da se isključe abiotski enzimatski procesi”.[1]

## Literatura
- Sims, G.K. (1991). The effects of sorption on the bioavailability of pesticides. London: Springer Verlag. стр. 119—137.